# Anna Maria Muccioli
Anna Maria Muccioli (* 15. August 1964 in San Leo) ist eine Politikerin aus San Marino. Sie wurde für die Amtszeit vom 1. Oktober 2013 bis 1. April 2014 gemeinsam mit Gian Carlo Capicchioni zum Capitano Reggente (Staatsoberhaupt) von San Marino gewählt.

## Leben
Muccioli schloss 1994 ihr Jurastudium ab und ist Mitglied der san-marinesischen Anwaltskammer. Nach ihrem Studium war sie Beraterin des Ministers für Gebiet, Umwelt und Landwirtschaft. 2006/07 leitete sie des Exekutivesekretariat der Staatsregierung, 2009 war sie leitendes Mitglied der beratenden Kommission und 2011 wurde sie Direktorin der san-marinesischen Sozialversicherung ISS.
Von 2003 bis 2008 war sie Capitano (Bürgermeisterin) von Chiesanuova. 2006 und 2008 kandidierte sie als Unabhängige auf der Liste der PCDS bei den Wahlen zum san-marinesischen Parlament, dem Consiglio Grande e Generale, errang jedoch kein Mandat. 2008 trat sie in die PCDS ein, verfehlte bei der Wahl 2008 erneut den Einzug ins Parlament. Am 27. April 2011 rückte sie für den zurückgetretenen Abgeordneten Alessandro Scarano in den Consiglio Grande e Generale nach. Bei den Wahlen 2012 wurde sie ins Parlament gewählt. Sie ist Mitglied im Permanenten Innenausschuss und Delegierte bei der Interparlamentarischen Union. Von 2011 bis 2013 war sie Mitglied des Anti-Mafia Untersuchungsausschusses (Commissione antimafia della Repubblica di San Marino) von Mai 2012 bis Februar 2013 war sie Ausschussvorsitzende.
Mucchioli lebt in Chiesanuova, ist verheiratet und hat zwei Kinder.